# Kamienica Gutkowskiego w Krakowie
Kamienica Gutkowskiego – zabytkowy budynek znajdujący się w Krakowie, w dzielnicy I przy ul. Siennej 7 na rogu ul. Stolarskiej 2, na Starym Mieście.
Zbudowano ją w latach 1851–1861 na miejscu kamienicy spalonej w wielkim pożarze Krakowa w roku 1850, do odbudowy wykorzystując ocalałe fragmenty. Inwestorem był krakowski restaurator A. Gutkowski.
Kamienica jest południową pierzeją Małego Rynku, fasada posiada cechy klasycystyczne. Obecnie znajdują się w niej sklepy, punkty usługowe i mieszkania.
W budynku, w lokalu nr 5 znajduje się część Ośrodka Dokumentacji Sztuki Tadeusza Kantora Cricoteka, działająca od 1995 Galeria-Pracownia Tadeusza Kantora. W tym mieszkaniu i zarazem pracowni, artysta w latach 1987–1990 tworzył ostatnie dzieła swojego życia. Obok tego jak go nazywał Biednego Pokoiku Wyobraźni, funkcjonuje niewielka galeria.

## Galeria

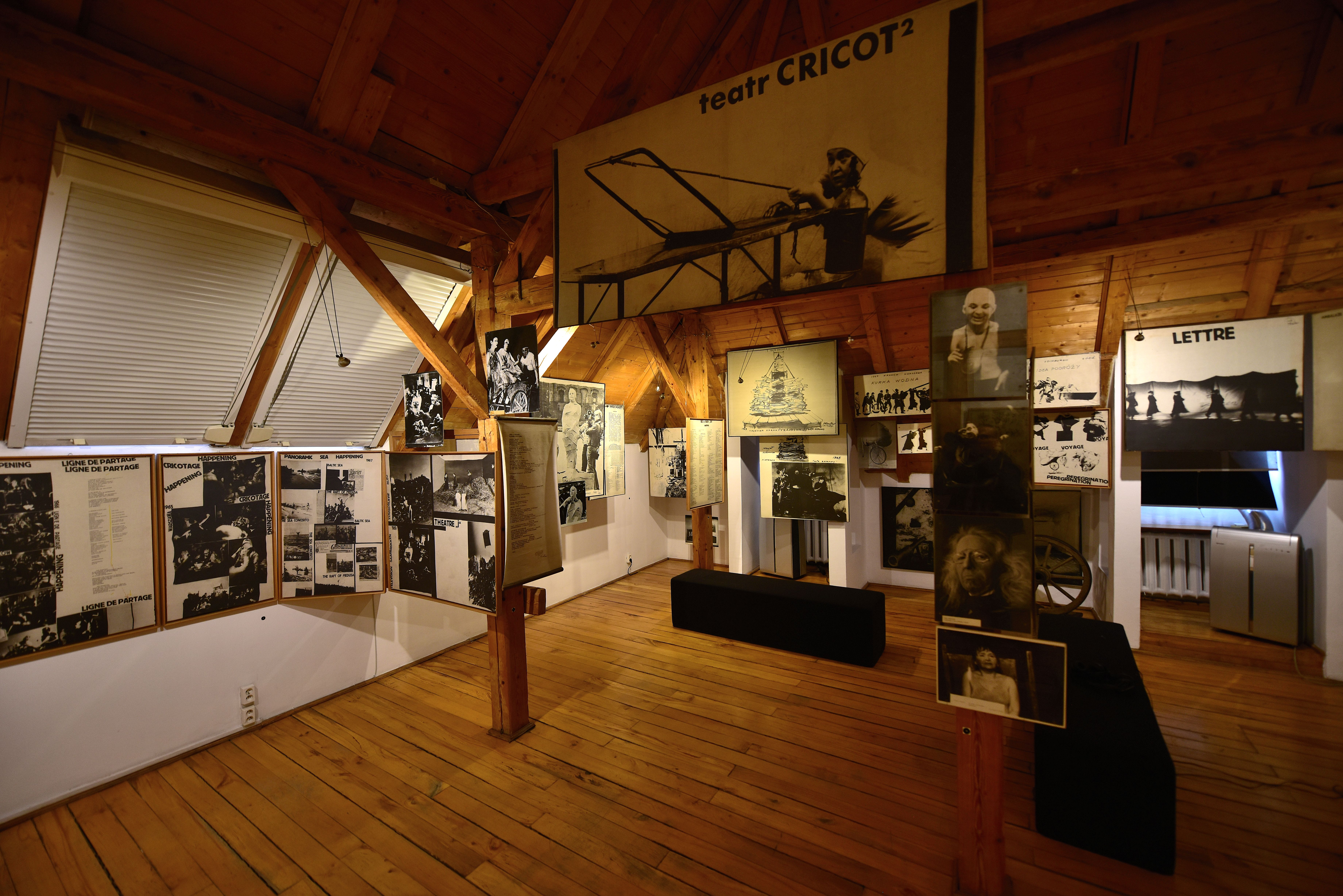
Galeria-Pracownia Tadeusza Kantora „Biedny Pokoik Wyobraźni”.
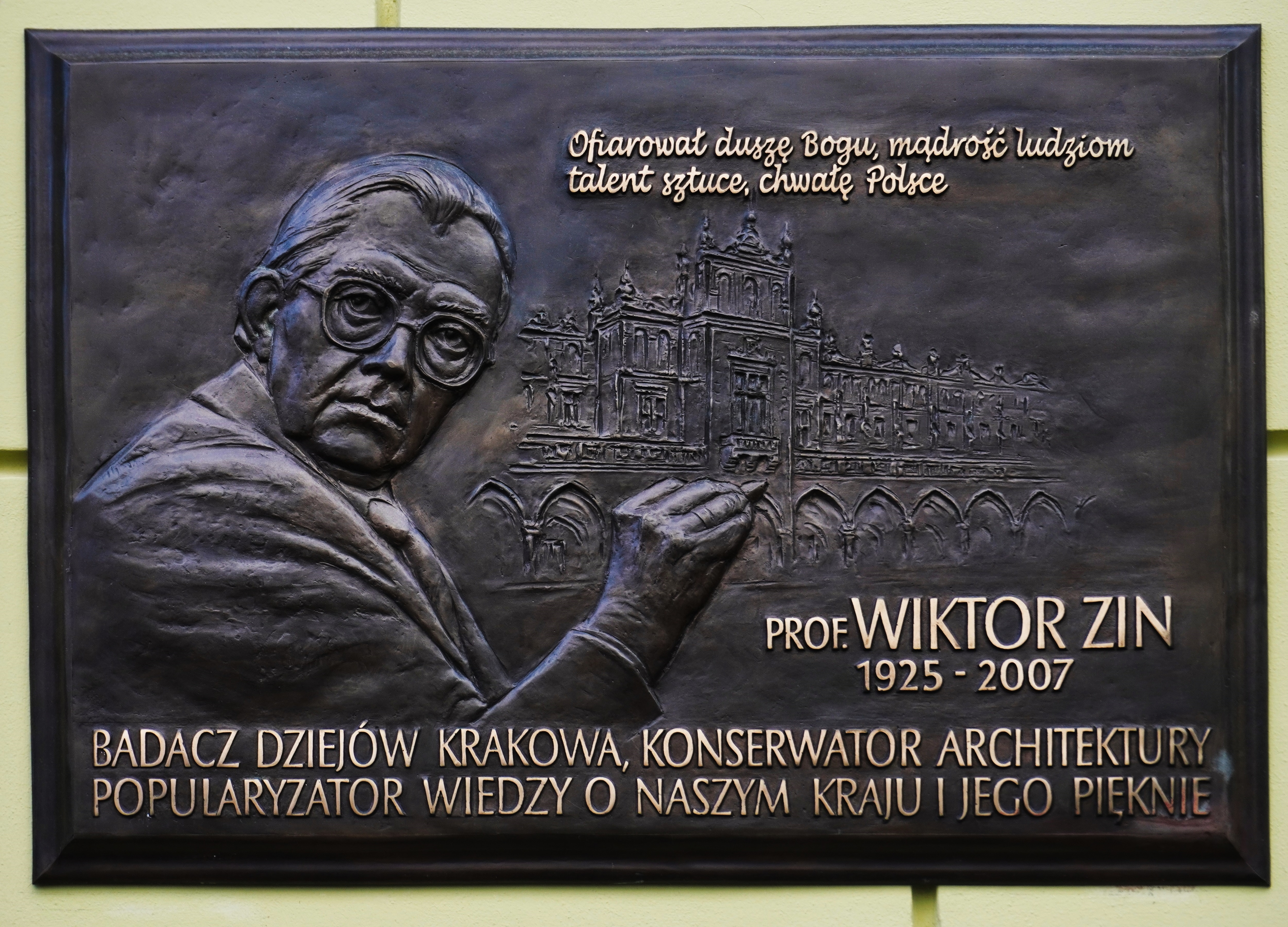
Tablica, wmurowana w elewację kamienicy, upamiętniająca prof. Wiktora Zina